# Ellsworth Huntington
Ellsworth Huntington (ngày 16 tháng 9 năm 1876 – ngày 17 tháng 10 năm 1947) là giáo sư địa lý tại Đại học Yale vào đầu thế kỷ 20, nổi tiếng với công trình nghiên cứu về thuyết quyết định môi trường/quyết định khí hậu, tăng trưởng kinh tế, địa lý kinh tế và phân biệt chủng tộc khoa học. Ông từng là Chủ tịch Hội Sinh thái Hoa Kỳ năm 1917, Hiệp hội Nhà Địa lý Hoa Kỳ năm 1923 và Chủ tịch Hội đồng Quản trị Hội Ưu sinh Hoa Kỳ từ năm 1934 đến năm 1938.
Ông từng được mời giảng dạy tại Trường Đại học Euphrates, Thổ Nhĩ Kỳ (1897–1901); cùng đi với đoàn thám hiểm của Pumpelly (1903) và Barrett (1905–1906) đến vùng Trung Á; và viết về những trải nghiệm châu Á của mình trong cuốn Khám phá ở Turkestan (1905) và Xung đột châu Á (1907). Ông còn dạy môn địa lý tại Yale (1907–1915) và từ năm 1917 là cộng sự nghiên cứu ở đó, dành thời gian chủ yếu cho những công trình nghiên cứu về khí hậu học và nhân chủng học. Ông là người được Hội Địa lý Philadelphia trao tặng Huy chương vàng Elisha Kent Kane vào năm 1916.
Năm 1909, Huntington dẫn đầu Đoàn thám hiểm Yale đến Palestine. Nhiệm vụ của ông là xác định "từng bước quá trình mà cấu trúc địa chất, dạng địa hình, bản chất hiện tại và trong quá khứ của khí hậu đã định hình sự tiến bộ của con người, hình thành nên lịch sử nhân loại; và do đó đóng một phần không thể lường trước được sự phát triển của một hệ thống tư tưởng hiếm khi có thể nảy sinh trong bất kỳ hoàn cảnh vật chất nào khác."
Ông còn là thành viên thường trực ban đầu của Quỹ Nghiên cứu Vòng đời từ năm 1941.

## Tác phẩm

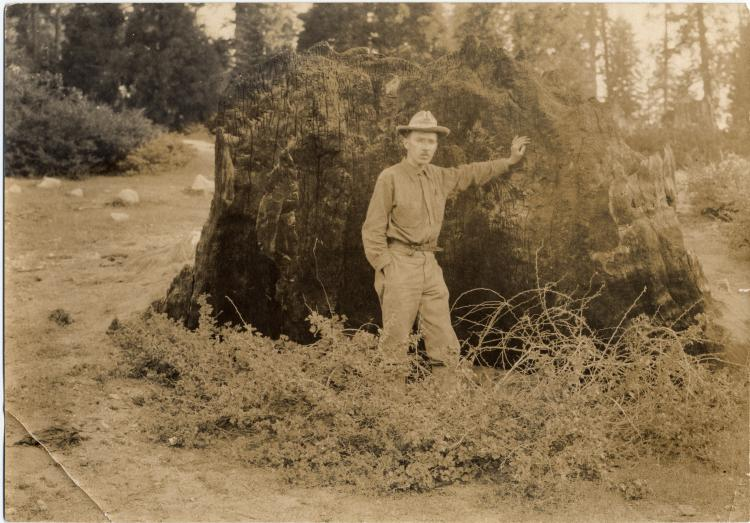
Ellsworth Huntington đang tiến hành nghiên cứu vòng cây tại Mill Spring, California vào năm 1911.

- Explorations in Turkestan: With an Account of the Basin of Eastern Persia and Sistan, Expedition of 1903, under the Direction of Raphael Pumpelly (1905)
- The Pulse of Asia: A Journey in Central Asia Illustrating the Geographic Basis of History (1907)
- Palestine and Its Transformation (1911)
- "Changes of Climate and History," American Historical Review Vol. 18, No. 2 (Jan., 1913), pp. 213–232 in JSTOR
- The Climatic Factor As Illustrated in Arid America (1914)
- Civilization and Climate (1915, rev. ed. 1924)
- "Climatic Change and Agricultural Exhaustion as Elements in the Fall of Rome," Quarterly Journal of Economics Vol. 31, No. 2 (Feb., 1917), pp. 173–208 in JSTOR
- The Red Man's Continent: A Chronicle of Aboriginal America (1919)
- World-power and Evolution (1919)
- The Secret of the Big Trees: Yosemite Sequoia and General Grant National Parks (1921)
- Climatic Changes with Stephen Sargent Visher (1922)
- The Character Of Races (1924) ISBN 0-405-09955-X
- West of the Pacific (1925)
- Human Habitat (1927)
- "Agricultural Productivity and Pressure of Population," Annals of the American Academy of Political and Social Science Vol. 198, Present International Tensions (Jul., 1938), pp. 73–92 in JSTOR
- Principles of Human Geography (with S. W. Cushing, 5th ed. 1940)
- "The Geography of Human Productivity," Annals of the Association of American Geographers Vol. 33, No. 1 (Mar., 1943), pp. 1–31 in JSTOR
- Mainsprings of Civilization (1945)